# Matteo Civitali

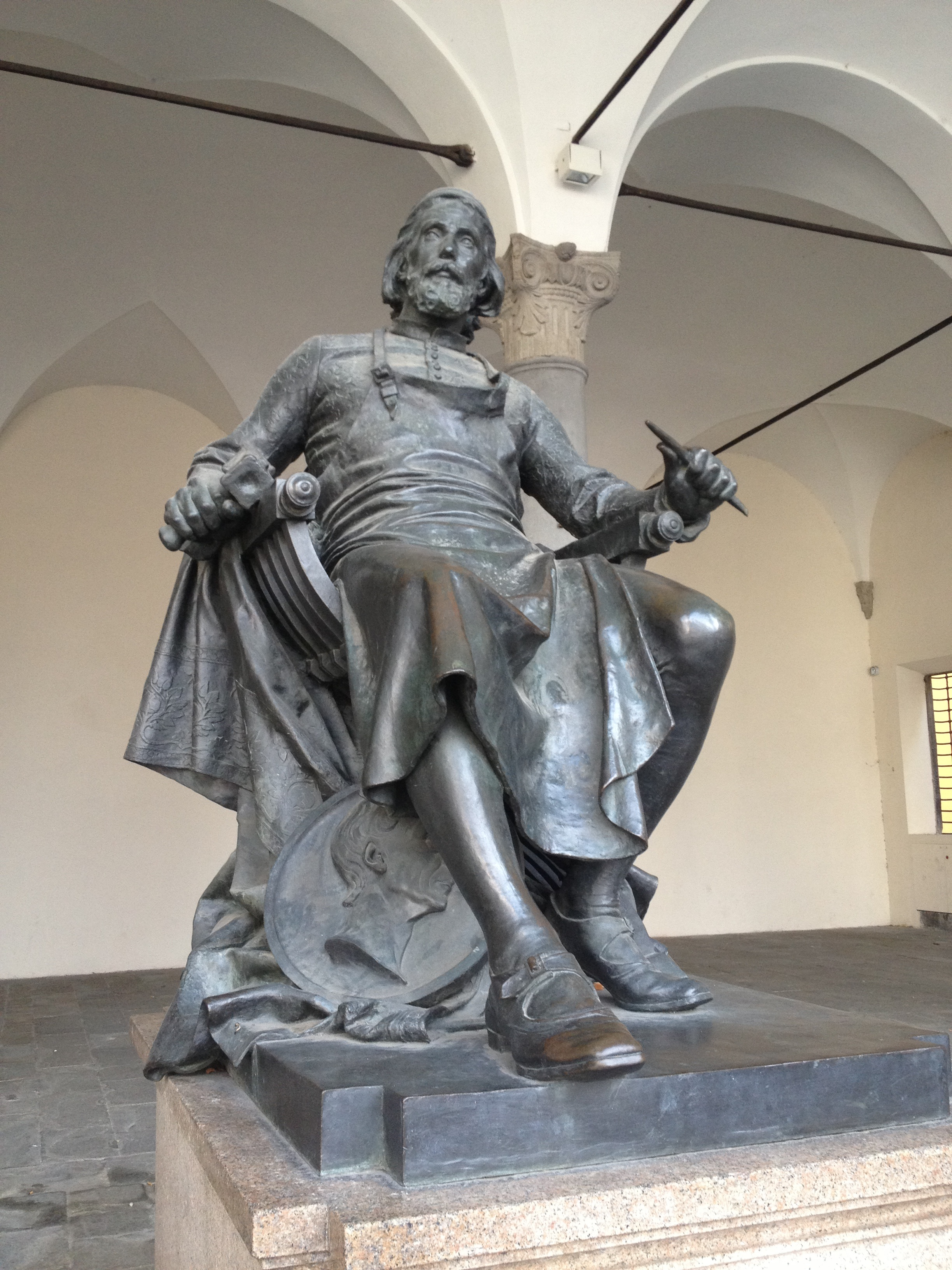
Staty av Civitali från Palazzo Pretoriale, Lucca.

Matteo Civitali, född 1436 i Lucca, död 1501 i Lucca, var en italiensk skulptör.
Matteo Civitali var verksam i Lucca, vars dom han smyckade med flera altarverk, gravmonument, med mera. Han arbetade även i andra av Luccas kyrkor samt i domen i Genua. Han var även verksam som arkitekt och ingenjör.